# Mauritánská ukíjá
Ukíjá (arabsky أوقية, francouzsky ouguiya) je měnová jednotka severoafrické republiky Mauritánie. Byla zavedena v roce 1973, kdy nahradila CFA frank. Název „ukíjá“ je odvozen ze starého arabského výrazu pro unci. Vydává ji Mauritánská centrální banka, mince razí Mincovna Kremnica, bankovky tiskne německá firma Giesecke & Devrient. Ukíjá se používá také na sporném území Západní Sahary.
Ukíjá se skládá z pěti chumů (khoum, arabsky „pětina“). Je spolu s malgašským ariary jedinou aktuálně platnou měnou, která má jiný počet dílčích jednotek než sto.
Koncem roku 2017 byl kurz 420 ukíjá za jedno euro. K 1. lednu 2018 byla provedena denominace měny a deset starých ukíjá se vyměňuje za jeden nový. V červenci 2018 byl průměrný kurz 42,5 MRO = 1 EUR.